# St Saviour’s Dock

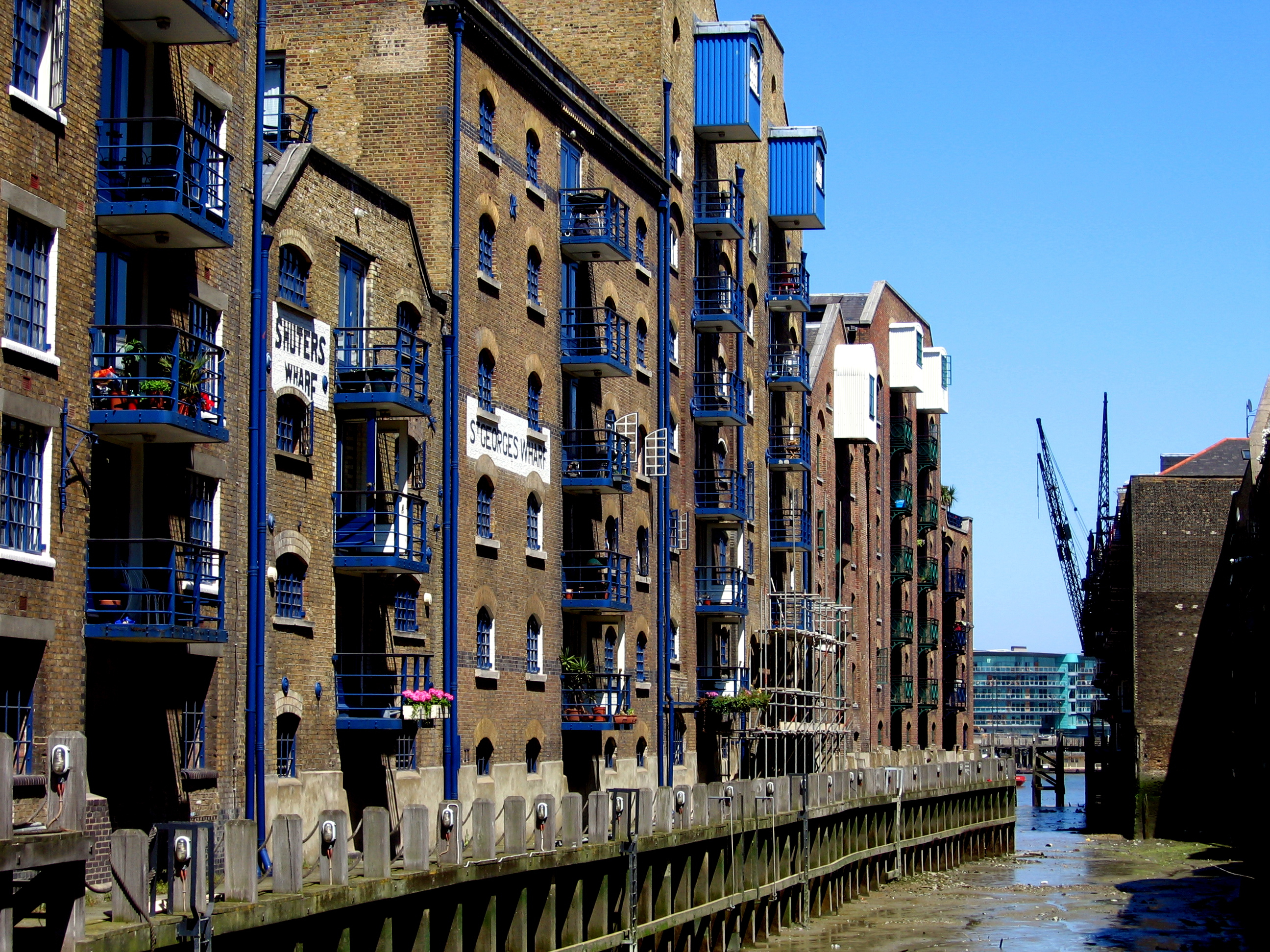
St. Saviour's Dock mit Blick nördlich zur Themse

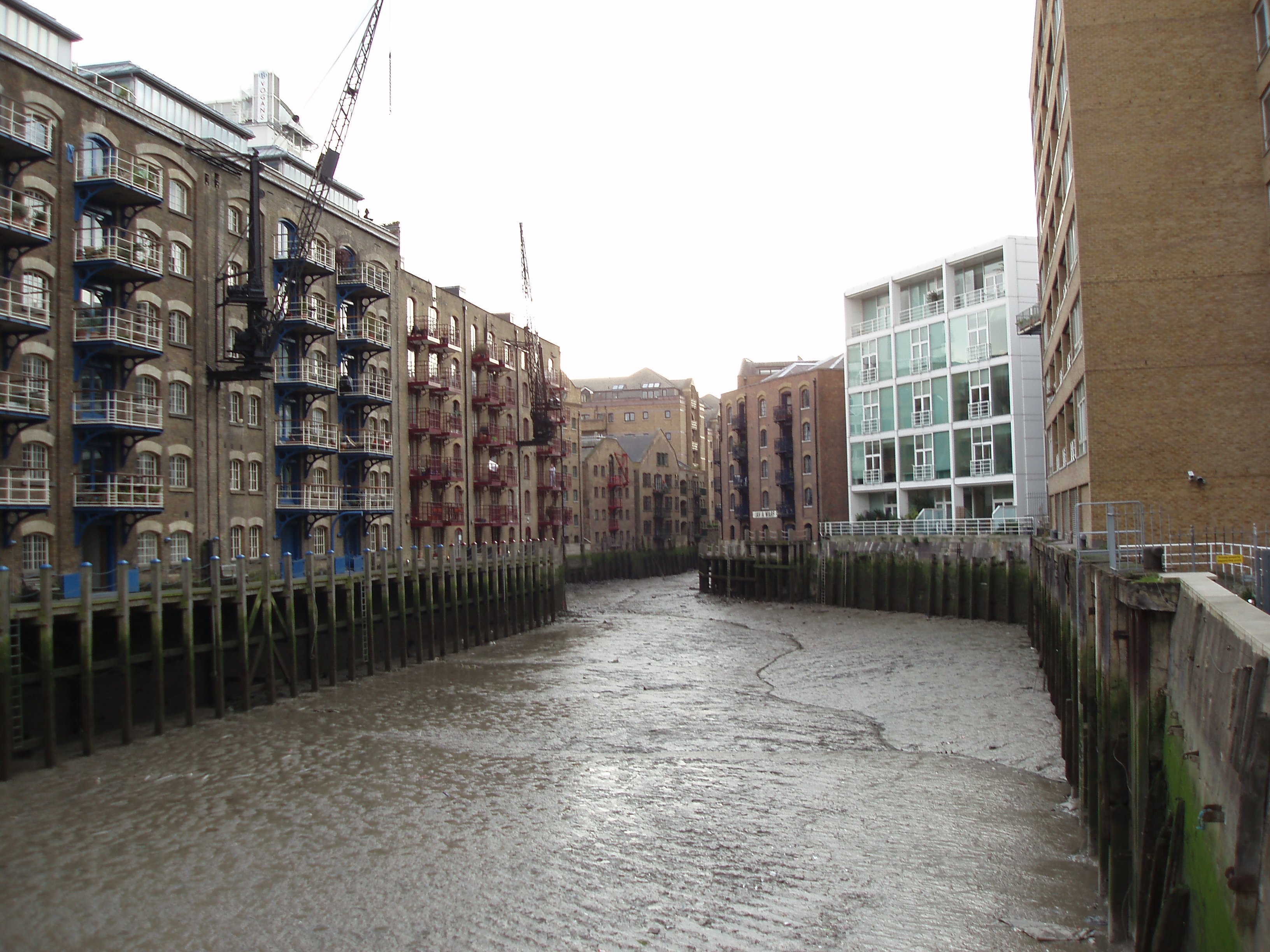
St. Saviour's Dock (Blick südlich zum Dock Head)

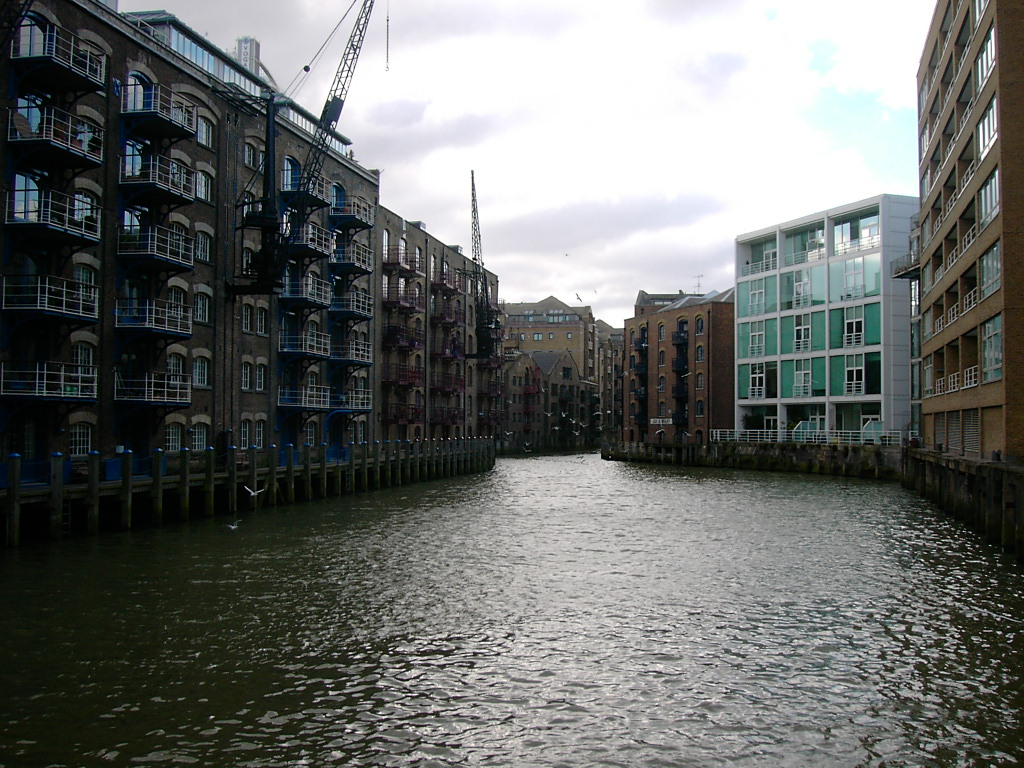
St. Saviour's Dock (Blick südlich zum Dock Head bei Flut)

Das St Saviour's Dock ist ein kleines Hafenbecken am Südufer der Themse in London. Es liegt ca. 400 m östlich der Tower Bridge und bildet die östliche Grenze des historischen Shad-Thames-Gebietes. Auf der anderen Seite des Hafenbeckens liegt Jacob’s Island.

## Lage
In diesem Teil des Themse-Ästuars ist der Tidenhub besonders hoch; im Hafenbecken beträgt er bis zu 4 m. Bei Sturmfluten steigt das Wasser oft erschreckend knapp unter die Fenster der angrenzenden Gebäude von Shad Thames und der Mill Street.
Beim St. Saviour’s Dock mündet auch der Neckinger in die Themse. Der Neckinger ist ein unterirdischer Fluss, der in Southwark entspringt und vollkommen unterirdisch nach Norden fließt.

## Geschichte
Eine Gemeinde von Mönchen aus Cluny residierte ab 1082 in der Bermondsey Abbey in der Nähe dieses Geländes. Die Gemeinde kultivierte das Gebiet von Bermondsey, kultivierte das Land und befestigte das Themseufer. Sie bauten die Mündung des Neckinger in ein Hafenbecken um und benannten es nach Sankt Salvator, dem Patron ihres Klosters.
John Stow, ein englischer Historiker und Antiquar des 16. Jahrhunderts, hatte Folgendes über das Gebiet zu sagen

„Am südlichen Ende, wo einst eine Priorei oder Abtei von Sankt Salvator war, Bermond’s Eye in Southwark genannt, gegründet von Alwin Childe, einem Bürger Londons im Jahre 1081 ...“

## St. Saviour's Dock in der Literatur
Charles Dickens lässt Teile seines Romans Oliver Twist in der Gegend von Shad Thames spielen, und zwar in einer Zeit, als diese Gegend wegen ihrer Armut bekannt war und Jacob’s Island genannt wurde. In diesem Roman liegt die Bude von Bill Sikes am östlichen Ende von Shad Thames neben dem St. Saviour's Dock. Hier fällt Sikes von Dach und stirbt im Schlamm, vermutlich direkt im St. Saviour's Dock.
Dickens gibt uns eine lebendige Beschreibung, wie ein widerwärtiger Ort in der Zeit, in der der Roman spielt, ausgesehen haben muss:

„... verschrobene hölzerne Galerien, die üblicherweise an der Hinterseite von einem halben Dutzend Häusern angebracht sind, mit Löchern, durch die man auf dem Schlamm darunter sehen kann; Fenster, zerbrochen und geflickt, mit herausstehenden Holzstäben, an denen das Leinen getrocknet werden kann, das nie da ist; Zimmer so klein, so schmutzig, so beengt, dass die Luft zu verdorben selbst für den Dreck und den Schmutz darin scheint; hölzerne Kammern, die sich nach außen über den Schlamm recken und in ihn zu fallen drohen – wie es auch schon einige Male geschehen ist; dreckbeschmierte Wände und faulende Fundamente, jeder abstoßende Gesichtszug der Armut, jedes ekelhafte Anzeichen von Unflat, Fäulnis und Abfall: all das ziert die Ufer von Jacob's Island.“

St. Saviour's Dock wird zudem im 2002 erschienenen PlayStation-2-Actionspiel The Getaway dargestellt.
Koordinaten: 51° 30′ 7,9″ N, 0° 4′ 15,6″ W